# Santo Antônio do Jacinto
Santo Antônio do Jacinto est une municipalité brésilienne de l'État du Minas Gerais et la Microrégion d'Almenara.